# Explicación de los dichos del Señor
La Explicación de los dichos del Señor es una obra-recopilación de Papías de Hierápolis que reúne en cinco libros algunas sentencias que habría pronunciado Jesús de Nazaret y las comenta. El mismo Papías menciona que sus fuentes no son solo los Evangelios sino también las tradiciones orales a las que tuvo acceso. Fue escrito alrededor del año 130.
Se conservan pocos fragmentos de ella, en su mayoría citados por Eusebio de Cesarea en la Historia eclesiástica. Las menciones que contiene al origen de los evangelios han sido muy utilizadas en el estudio del Nuevo Testamento: Marcos, afirma, habría escrito fielmente cuanto le fue referido por Simón Pedro y Mateo habría escrito en hebreo. Además ha sido objeto de polémicas y estudios el hecho de que menciona dos veces, entre sus fuentes, a Juan apóstol y a un presbítero Juan.
Otro aspecto interesante de los fragmentos que se conservan de la obra es el uso, por primera vez en la literatura cristiana, de la palabra exégesis con sentido de explicación de un texto bíblico.
Eusebio coloca a Papías entre los milenaristas citando una parábola que también forma parte de esta Explicación.
Máximo el Confesor dice que en el libro I de la Explicación se afirma que «a los que se ejercitaban en la inocencia según Dios, los llamaban "niños"».